# Station Kjelsås
Station Kjelsås is een station in Kjelsås, een buitenwijk in het  noordoosten van de stad Oslo. Het station ligt aan Gjøvikbanen. Het werd geopend in 1900 en is een ontwerp van Paul Due. Het gebouw en de directe omgeving worden als monument beschermd. 
Kjelsås wordt bediend door lijn L3, de stoptrein die pendelt tussen Oslo en Jaren.